# 110年代
110年代（ひゃくじゅうねんだい）は、西暦（ユリウス暦）110年から119年までの10年間を指す十年紀。

## できごと
- ローマ帝国の領土が最大に達した。

## 主な人物
- トラヤヌス : ローマ皇帝